# Мнгуни, Темба
Темба Мгуни (англ. Themba Mnguni; род. 16 декабря 1973, Претория) — южноафриканский футболист, игравший на позиции защитника.

## Клубная карьера
Наибольших успехов на клубном уровне добился с «Мамелоди Сандаунз». С ней Мгуни трижды подряд побеждал в Премьер-лиге ЮАР. После своего ухода из команды защитник выступал за ряд других местных коллективов. В 2005 году он побеждал в кубке страны с клубом «Суперспорт Юнайтед».

## Карьера в сборной
Впервые в состав сборной ЮАР Темба Мгуни был вызван в 1998 году перед началом Кубок африканских наций в Буркина-Фасо. В ее составе он дебютировал в поединке групповой стадии против Намибии, в котором «Бафана Бафана» победила со счетом 4:1. На континентальном турнире сборная ЮАР дошла до финала, где уступила Египту. Летом того же года Мгуни входил в состав национальной команды на Чемпионате мира во Франции.
Всего за ЮАР защитник провел 14 матчей.

## Достижения
- Чемпион ЮАР (3): 1997/98, 1998/99, 1999/00.
- Обладатель Кубок ЮАР (2): 1997/98, 2004/05.